# 1162
Il 1162 (MCLXII in numeri romani) è un anno  del XII secolo.

## Eventi
- Distruzione di Milano ad opera di Federico Barbarossa.

## Nati
- 11 marzo - Teodorico I di Meißen, nobile tedesco († 1221)
- 16 aprile - Gengis Khan, condottiero mongolo († 1227)
- 13 ottobre - Eleonora d'Inghilterra, regina († 1214)
- ʿAbd al-Laṭīf al-Baghdādī, medico, storico e egittologo iracheno († 1231)
- Anna di Zähringen, nobile tedesca († 1226)
- Geoffrey FitzPeter, I conte di Essex, politico britannico († 1213)
- Fujiwara no Teika, poeta giapponese († 1241)
- Gebre Mesqel Lalibela, imperatore etiope († 1221)
- Ranieri del Monferrato, nobile italiano († 1183)

## Morti
- 18 febbraio - Teotonio di Coimbra, abate e santo portoghese (n. 1082)
- 19 maggio - Federico VI di Goseck, nobile tedesco
- 31 maggio - Géza II d'Ungheria, re ungherese (n. 1130)
- 27 giugno - Oddone II di Borgogna, duca (n. 1118)
- 29 luglio - Ghigo V d'Albon, nobile francese
- 6 agosto - Raimondo Berengario IV di Barcellona, conte (n. 1113)
- 7 agosto - Haakon II di Norvegia, re norvegese (n. 1147)
- 30 dicembre - Lorenzo da Frazzanò, monaco cristiano e presbitero italiano (n. 1120)
- Adalberto di Pomerania, vescovo cattolico polacco
- Enrico Aristippo, letterato, religioso e traduttore italiano
- Auger de Balben, francese
- Oberto da Dovara, vescovo cattolico e generale italiano
- Odone Fattiboni, cardinale e vescovo cattolico italiano
- Federico II di Tubinga, nobile tedesco
- Izjaslav III di Kiev, principe russo
- Gilbert de Lacy, nobile britannico
- Hugh de Morville, Lord Cunningham, nobile normanno

## Calendario
| Calendario 1162 | Calendario 1162 | Calendario 1162 | Calendario 1162 | Calendario 1162 | Calendario 1162 | Calendario 1162 | Calendario 1162 | Calendario 1162 | Calendario 1162 | Calendario 1162 | Calendario 1162 | Calendario 1162 | Calendario 1162 | Calendario 1162 | Calendario 1162 | Calendario 1162 | Calendario 1162 | Calendario 1162 | Calendario 1162 | Calendario 1162 | Calendario 1162 | Calendario 1162 | Calendario 1162 | Calendario 1162 | Calendario 1162 | Calendario 1162 | Calendario 1162 | Calendario 1162 | Calendario 1162 | Calendario 1162 | Calendario 1162 | Calendario 1162 |
| --------------- | --------------- | --------------- | --------------- | --------------- | --------------- | --------------- | --------------- | --------------- | --------------- | --------------- | --------------- | --------------- | --------------- | --------------- | --------------- | --------------- | --------------- | --------------- | --------------- | --------------- | --------------- | --------------- | --------------- | --------------- | --------------- | --------------- | --------------- | --------------- | --------------- | --------------- | --------------- | --------------- |
|                 | 1               | 2               | 3               | 4               | 5               | 6               | 7               | 8               | 9               | 10              | 11              | 12              | 13              | 14              | 15              | 16              | 17              | 18              | 19              | 20              | 21              | 22              | 23              | 24              | 25              | 26              | 27              | 28              | 29              | 30              | 31              |                 |
| Gennaio         | Lu              | Ma              | Me              | Gi              | Ve              | Sa              | Do              | Lu              | Ma              | Me              | Gi              | Ve              | Sa              | Do              | Lu              | Ma              | Me              | Gi              | Ve              | Sa              | Do              | Lu              | Ma              | Me              | Gi              | Ve              | Sa              | Do              | Lu              | Ma              | Me              |                 |
| Febbraio        | Gi              | Ve              | Sa              | Do              | Lu              | Ma              | Me              | Gi              | Ve              | Sa              | Do              | Lu              | Ma              | Me              | Gi              | Ve              | Sa              | Do              | Lu              | Ma              | Me              | Gi              | Ve              | Sa              | Do              | Lu              | Ma              | Me              |                 |                 |                 |                 |
| Marzo           | Gi              | Ve              | Sa              | Do              | Lu              | Ma              | Me              | Gi              | Ve              | Sa              | Do              | Lu              | Ma              | Me              | Gi              | Ve              | Sa              | Do              | Lu              | Ma              | Me              | Gi              | Ve              | Sa              | Do              | Lu              | Ma              | Me              | Gi              | Ve              | Sa              |                 |
| Aprile          | Do              | Lu              | Ma              | Me              | Gi              | Ve              | Sa              | Do              | Lu              | Ma              | Me              | Gi              | Ve              | Sa              | Do              | Lu              | Ma              | Me              | Gi              | Ve              | Sa              | Do              | Lu              | Ma              | Me              | Gi              | Ve              | Sa              | Do              | Lu              |                 |                 |
| Maggio          | Ma              | Me              | Gi              | Ve              | Sa              | Do              | Lu              | Ma              | Me              | Gi              | Ve              | Sa              | Do              | Lu              | Ma              | Me              | Gi              | Ve              | Sa              | Do              | Lu              | Ma              | Me              | Gi              | Ve              | Sa              | Do              | Lu              | Ma              | Me              | Gi              |                 |
| Giugno          | Ve              | Sa              | Do              | Lu              | Ma              | Me              | Gi              | Ve              | Sa              | Do              | Lu              | Ma              | Me              | Gi              | Ve              | Sa              | Do              | Lu              | Ma              | Me              | Gi              | Ve              | Sa              | Do              | Lu              | Ma              | Me              | Gi              | Ve              | Sa              |                 |                 |
| Luglio          | Do              | Lu              | Ma              | Me              | Gi              | Ve              | Sa              | Do              | Lu              | Ma              | Me              | Gi              | Ve              | Sa              | Do              | Lu              | Ma              | Me              | Gi              | Ve              | Sa              | Do              | Lu              | Ma              | Me              | Gi              | Ve              | Sa              | Do              | Lu              | Ma              |                 |
| Agosto          | Me              | Gi              | Ve              | Sa              | Do              | Lu              | Ma              | Me              | Gi              | Ve              | Sa              | Do              | Lu              | Ma              | Me              | Gi              | Ve              | Sa              | Do              | Lu              | Ma              | Me              | Gi              | Ve              | Sa              | Do              | Lu              | Ma              | Me              | Gi              | Ve              |                 |
| Settembre       | Sa              | Do              | Lu              | Ma              | Me              | Gi              | Ve              | Sa              | Do              | Lu              | Ma              | Me              | Gi              | Ve              | Sa              | Do              | Lu              | Ma              | Me              | Gi              | Ve              | Sa              | Do              | Lu              | Ma              | Me              | Gi              | Ve              | Sa              | Do              |                 |                 |
| Ottobre         | Lu              | Ma              | Me              | Gi              | Ve              | Sa              | Do              | Lu              | Ma              | Me              | Gi              | Ve              | Sa              | Do              | Lu              | Ma              | Me              | Gi              | Ve              | Sa              | Do              | Lu              | Ma              | Me              | Gi              | Ve              | Sa              | Do              | Lu              | Ma              | Me              |                 |
| Novembre        | Gi              | Ve              | Sa              | Do              | Lu              | Ma              | Me              | Gi              | Ve              | Sa              | Do              | Lu              | Ma              | Me              | Gi              | Ve              | Sa              | Do              | Lu              | Ma              | Me              | Gi              | Ve              | Sa              | Do              | Lu              | Ma              | Me              | Gi              | Ve              |                 |                 |
| Dicembre        | Sa              | Do              | Lu              | Ma              | Me              | Gi              | Ve              | Sa              | Do              | Lu              | Ma              | Me              | Gi              | Ve              | Sa              | Do              | Lu              | Ma              | Me              | Gi              | Ve              | Sa              | Do              | Lu              | Ma              | Me              | Gi              | Ve              | Sa              | Do              | Lu              |                 |